# Аониды
Аони́ды (лат. Aonides) в древнегреческой мифологии — название муз искусства (так называемых «титанических» муз), которые обитали в Аонии (поэтический эпитет Беотии) и происходили от легендарного беотийского царя Аона.
В число Аонид входили:
- Согласно Павсанию»[1]:
  - Аэ́да (др.-греч. Ἀοιδή, стяж. форма др.-греч. ᾠδή песнь; пение) — муза вокальной музыки,
  - Мне́ма (др.-греч. Μνήμη — муза воспоминаний,
  - Меле́та (др.-греч. Μελέτη) — муза размышлений и опыта.
- Согласно Цицерону[2], Аониды — дочери Юпитера:
  - Тельксиопа (Телксиноя) (др.-греч. Θελξινόη чарующая, обольстительная),
  - Арха (Архе) (др.-греч. Αρχή начало; господство),
  - Меле́та,
  - Аэда.

## В искусстве Нового времени
- Н. М. Карамзин в 1796, 1797 и 1799 годах издавал альманах «Аониды»[3].
- К. Н. Батюшков в редакции «Мечты» 1817 года: «Любимца твоего, любимца Аонид». "К творцу «Истории государства российского»: «Любимый отрок аонид».
- А. С. Пушкин называет Батюшкова «наперсником милых Аонид», также в «Евгении Онегине» в XL строфе 2 главы упоминается «поклонник мирных аонид». Также «Не унижу пристрастья важных аонид». Также в стихе о нимфе Рифме: «Резвая дева росла в хоре богинь-аонид».
- Е. А. Баратынский. «Когда твой голос, о поэт…» (1843): «И над умолкшей Аонидой / Рыдая, пепел твой почтит».
- И. Ф. Анненский. «Меланиппа-философ» (1901): «Там клубились нереиды, / Мягко плыли аониды».
- О. Э. Мандельштам. «Ласточка» (1920): «Я так боюсь рыданья Аонид». «Концерт на вокзале» (1921): «Дрожит вокзал от пенья Аонид».
- Кржижановский, Сигизмунд. «Штемпель: Москва» (1925): «У нас, как у нас. Не Геликоны и не Парнасы, а семью кочками из болот и грязей — древнее московское семихолмье; вместо песен цикад — укусы малярийных комаров; вместо девяти Аонид — тринадцать сестер-трясовиц.»
- Бродский, Иосиф. «Строфы» (1968): «…на прощанье — ни звука; только хор Аонид.»